# Fischer (compañía)
Fischer Sports es una empresa austriaca de fabricación de equipamiento deportivo que produce artículos para deportes de nieve, más concretamente equipamiento de esquí nórdico, esquí alpino y hockey sobre hielo . El equipo de deportes de invierno incluye esquís, botas, fijaciones y accesorios ( bolsas, mochilas ). Para el hockey sobre hielo, Fischer produce palos, patines, discos, cuchillas, camisetas y equipo de protección ( suspensorios, calcetines, guantes y viseras).
La línea de ropa de la empresa incluye camisetas, polos, chaquetas, pantalones, sudaderas con capucha, impermeables, gorros tejidos, guantes, pañuelos y calcetines .

## Historia
La empresa fue fundada en 1924 por Josef Fischer Sr., un fabricante de carros, en Ried im Innkreis, al noreste de Salzburgo, Austria . Además de fabricar carros, fabricó ocasionalmente un par de esquís. En 1938, la empresa amplió significativamente su fabricación de esquís, con 30 empleados, y las ventas de esquís hechos a mano en los Estados Unidos alcanzaron los 2000 pares. Tras la conclusión de la Segunda Guerra Mundial, Josef Fischer Jr. se involucró en la reestructuración de la empresa.
En 1949, Fischer desarrolló la primera prensa de esquís para acelerar la producción, que todavía era manual. En 1958, la empresa empleaba a 137 artesanos y fabricaba 53.000 pares de esquís al año. En ese año, Fischer adoptó su logotipo de tres triángulos. En 1964, la compañía completó una nueva fábrica en las afueras de la ciudad, con un aserradero computarizado de última generación. Fischer también introdujo los esquís de metal por primera vez, con los que Egon Zimmerman ganó el descenso en los Juegos Olímpicos de Invierno de 1964 . En 1967, la empresa tenía 775 empleados y producía 330.000 pares de esquís. Los esfuerzos de investigación de la compañía a lo largo de los años incluyen esquís para competición, incluido el esquí alpino, el esquí de fondo y esquís para intentar batir el récord mundial de velocidad.
A principios de los años 70, Fischer se convirtió en el mayor fabricante de esquís del mundo. El Europa 77, con su tecnología de fibra de vidrio, fue revolucionario. Esta fue la base para llegar al mercado escandinavo. Franz Klammer ganó los Juegos Olímpicos de 1976 con esquís Fischer C4. En 1988, Fischer abrió la fábrica en Mukachevo, Ucrania.
2002 fue el año de la recompra de acciones de Fischer. Desde entonces, Fischer ha sido 100% familiar.
La división Fischer Tennis se vendió al fabricante de accesorios de tenis Pacific Entermark GmbH en 2009.

## Compañías afiliadas
Fischer Sports tiene varios afiliados:
- Fischer Deutschland GmbH (Alemania)
- OOO Fischer (Rusia)
- Fischer Mukachevo (Ucrania)
- Fischer Skis US, LLC (Estados Unidos)
- Fischer Footwear SRL, Montebelluna (Italia)
- Fischer Francia SARL (Francia)

## En esquí alpino

### Activo
| Atleta             | Deporte      |
| ------------------ | ------------ |
| Eva-Maria Brem     | esquí alpino |
| Adrián Coirier     | freeski      |
| Lynsey Dyer        | freeski      |
| Tomás Fañara       | esquí alpino |
| Max Kroneck        | freeski      |
| Sandra Lahnsteiner | freeski      |
| roland leitinger   | esquí alpino |
| Manfred Mölgg      | esquí alpino |
| steven nyman       | esquí alpino |
| nicole schmidhofer | esquí alpino |
| franz max          | esquí alpino |
| kyle smaine        | freeski      |

### Retirados
| Atleta               | Deporte      |
| -------------------- | ------------ |
| kristian ghedina     | esquí alpino |
| nicole hosp          | esquí alpino |
| denise karbón        | esquí alpino |
| Franz Klammer        | esquí alpino |
| Hans Knauß           | esquí alpino |
| Tanja Poutiainen     | esquí alpino |
| Michael von Grünigen | esquí alpino |
| Harti Weirather      | esquí alpino |
| Egon Zimmerman       | esquí alpino |

## En el esquí nórdico

### Activo
| Atleta                   | Deporte           |
| ------------------------ | ----------------- |
| Kamil Stoch              | salto en esquí    |
| Maiken Caspersen Falla   | a campo traviesa  |
| Darío Colonia            | a campo traviesa  |
| charlotte kala           | a campo traviesa  |
| eric frenzel             | nórdico combinado |
| Jarl Magnus Riiber       | nórdico combinado |
| Johannes Høsflot Klæbo   | a campo traviesa  |
| Martín Johnsrud Sundby   | a campo traviesa  |
| Teresa johaug            | a campo traviesa  |
| Ingvild Flugstad Østberg | a campo traviesa  |
| denise hermann           | biatlón           |
| Johannes Thingnes Bo     | biatlón           |
| Kaisa Mäkäräinen         | biatlón           |
| Stefan Kraft             | salto en esquí    |
| Serguéi Ustiugov         | a campo traviesa  |
| Iivo Niskanen            | a campo traviesa  |

Retirados:
| Atleta                  | Deporte                  |
| ----------------------- | ------------------------ |
| Tora Berger             | biatlón                  |
| Laura Dahlmeier         | biatlón                  |
| sven fischer            | biatlón                  |
| magdalena forsberg      | campo a través / biatlón |
| Andreas Goldberger      | salto en esquí           |
| Gregorio Schlierenzauer | salto en esquí           |
| Tomas Morgenstern       | salto en esquí           |
| Adam Malysz             | salto en esquí           |
| magdalena neuner        | biatlón                  |
| Anastasia Kuzmina       | biatlón                  |
| Petter Northug          | a campo traviesa         |
| marit bjorgen           | a campo traviesa         |
| Bente Skari             | a campo traviesa         |
| Yelena Valbe            | a campo traviesa         |
| Tomas Wassberg          | a campo traviesa         |